# Toe Yuen
Toe Yuen (袁建滔 de nom complet Toe Yuen Kin-to) és un director de Hong Kong, especialista en animació assistida per ordinador.

## Carrera
Toe Yuen va estudiar a l'Escola de Comunicació de la Universitat Baptista de Hong Kong i es va graduar el 1991. Durant els seus estudis, va treballar a temps parcial en una editorial de còmics. Després va començar a treballar com a animador d'ordinadors a l'empresa d'efectes especials Magic Touch fundada per Eric Tsang. 
Yuen es va dedicar als curtmetratges i el 1995 en va dirigir dos, Explanation i Foulball. El 1997, va col·laborar amb Brian Tse i va formar l'estudi Lunchtime Production que va llançar 13 episodis de la sèrie de televisió McMug. L'èxit de la sèrie li permet plantejar-se passar a un llargmetratge. El 2001, va dirigir la pel·lícula My Life as McDull, el primer llargmetratge d'animació produït íntegrament a Hong Kong. La pel·lícula, que va tenir una bona acollida, va rebre el Cristall al Llargmetratge al Festival Internacional de Cinema d'Animació d'Annecy l'any 2003.
Uns anys més tard, va dirigir la pel·lícula d'animació Bo lo yau wong ji (2004), que va ser nominada als Hong Kong Film Awards, després una altra pel·lícula d'animació el 2010, Cheung Gong 7 hou : Oi dei kau. També va dirigir amb nou directors més la pel·lícula Sup fun chung ching estrenada el 2008.

## Filmografia

### Sèries
1997 : McMug

### Pel·lícules
- 2001 : My Life as McDull
- 2004 : Bo lo yau wing ji
- 2008 : Sup fun chung ching (codirigida amb nou directors més)
- 2010 : Cheung Gong 7 hou : Oi dei kau